# Alkatvaam
Alkatvaam (en rus: Алькатваам) és un poble del districte autònom de Txukotka, a Rússia. El 2018 tenia 210 habitants. Es troba a la vora del riu Alkatvaam, 22 km a l'oest de Béringovski. Tant el nom de la localitat com el del riu deriven del topònim txuktxi Ы'ԓкытвээм (I'lkitveem), que significa o bé 'neu dura' o bé 'riu cabalós'.